# Claudia Knauer
Claudia Knauer (* 10. Februar 1961 in Hattingen, Ruhrgebiet) ist eine deutsch-dänische Büchereidirektorin und Autorin.

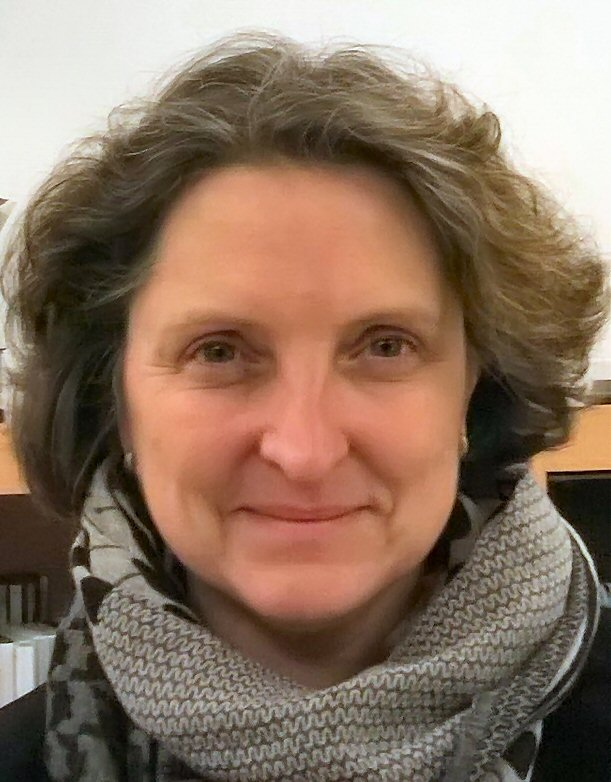
Claudia Knauer 2015

## Leben und Werk
Claudia Knauer wohnt in Aabenraa, Dänemark. Von 1980 bis 1982 studierte sie Politische Wissenschaft (Hauptfach), Philosophie und  Orientalistik an der Christian-Albrechts-Universität zu Kiel. 1982 bis 1983 absolvierte sie ein Studium an der Pennsylvania State University, State College, Pennsylvania, USA. 1983 kehrte Knauer nach Kiel zurück um ihr Studium fortzuführen, wechselte das Nebenfach Orientalistik gegen Öffentliches Recht und bestand 1987 ihre Magisterprüfung. 1986 bis 1987 war Knauer Pressesprecherin der FDP-Fraktion Schleswig-Holstein, 1987 bis 1991 Sprecherin der FDP-Fraktion in der Hamburgischen Bürgerschaft, von 1988 bis 1991 gleichzeitig Geschäftsführerin. 1991 bis 1996 war sie als freie Journalistin tätig, u. a. für FL-Consulting, den Deutschlandfunk, die Deutsche Universitätszeitung, die Süddeutsche Zeitung, Die Welt und die Sächsische Zeitung. Von 1996 bis 2015 Redakteurin seit der deutschen Tageszeitung Der Nordschleswiger in Dänemark, von 1998 bis 2015 stellvertretende Chefredakteurin des Blattes. Seit 2015 ist Claudia Knauer Büchereidirektorin des Verbandes Deutscher Büchereien Nordschleswig der Deutschen Minderheit in Dänemark. Seit 2011 ist sie dänische Staatsbürgerin.

## Publikationen
- Das ‚magische Viereck‘ bei Machiavelli: fortuna, virtù, occasione, necessità.  Königshausen und Neumann, Würzburg 1990, ISBN 3-88479-453-1.
- Die politische Philosophie Machiavellis. In: Rüdiger Schmidt, Bettina Wahrig-Schmidt (Hrsg.): Jahrbuch zum Streit der Fakultäten (= Philosophischer Taschenkalender). Luciferverlag im Kunsthaus Lübeck, Lübeck 1991, ISBN 3-923475-23-3, S. 104–115.
- Dänemark: Ein Länderportrait. 2., aktualisierte Auflage. Christian Link Verlag, Berlin 2017, ISBN 3-86153-824-5.